# Géométrie moléculaire bipyramidale pentagonale
La géométrie moléculaire bipyramide pentagonale est la géométrie des molécules où un atome central, noté A, est lié à sept atomes, groupes d'atomes ou ligands, notés X, aux sommets d'une bipyramide pentagonale ou « diamant pentagonal ». Cette configuration est notée AX7E0 selon la théorie VSEPR.
C'est l'un des rares cas où les angles de liaison ne sont pas identiques (voir aussi géométrie moléculaire bipyramidale trigonale).
Les autres géométries heptacoordonnées incluent l'octaèdre capé et le prisme trigonal capé.  De nombreux complexes de métaux de transition adoptent une heptacoordination, mais leur symétrie est en général plus basse que D5h.

## Exemples
- Heptafluorure d'iode (IF7)

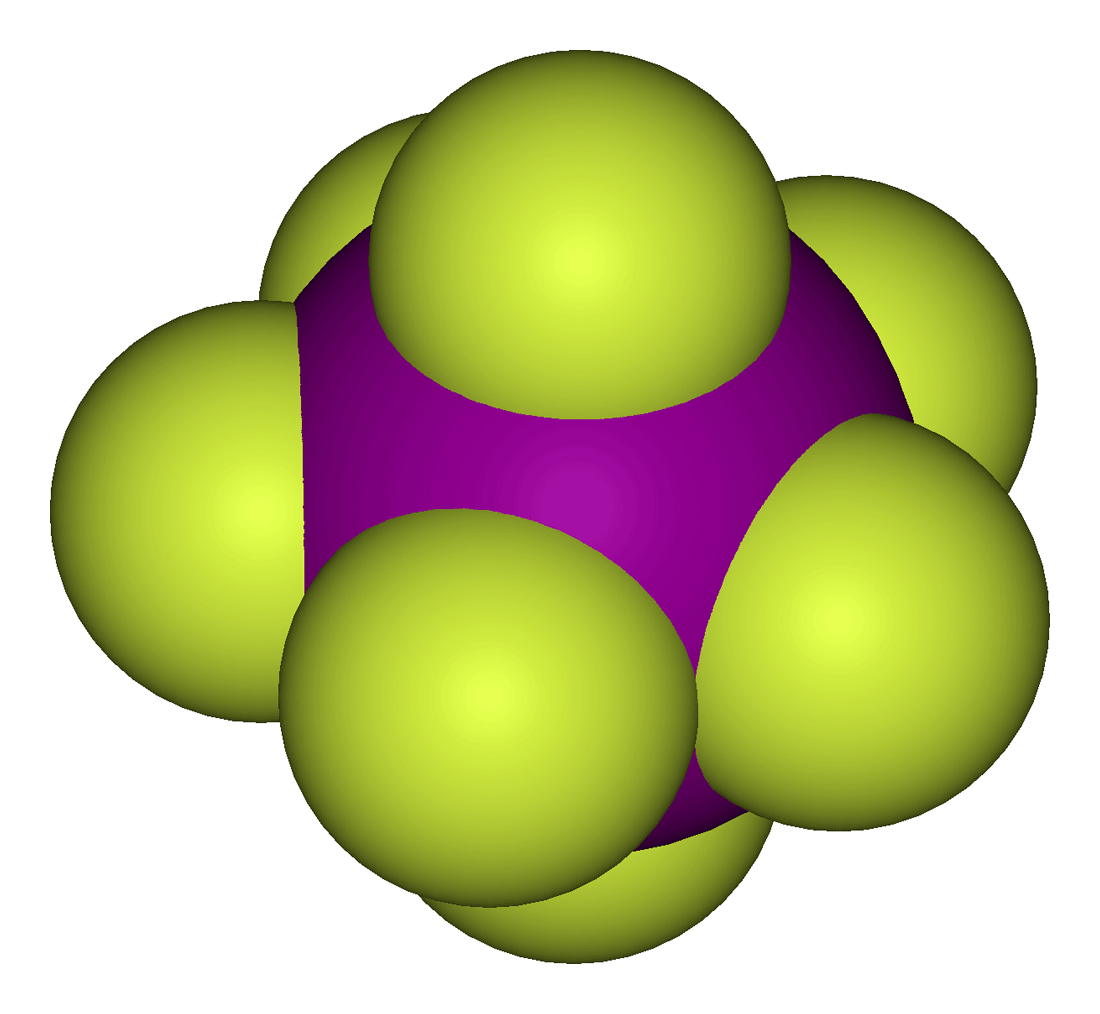
Structure de l'heptafluorure d'iode, un exemple de molécule avec une géométrie de type bipyramide pentagonale.

- Complexes de peroxo Cr(IV), par exemple [Cr(O2)2(NH3)3] où les groupes peroxo occupent les positions planaires.

## liens externes
- - Images of IF7
- 3D Chem - Chemistry, Structures, and 3D Molecules
- IUMSC - Indiana University Molecular Structure Center